# Nympsfield
Nympsfield – wieś w Anglii, w hrabstwie Gloucestershire. Leży 19 km na południe od miasta Gloucester i 151 km na zachód od Londynu.